# ساتوشي إيدا
ساتوشي إيدا (11 أغسطس 1969 بناغويا في اليابان - ) (بالكانا:いいだ さとし) هو ملاكم ياباني، صنّف ضمن فئة وزن الذبابة الممتاز ‏.

## إحصائيات
خاض خلال مسيرته 28 نزالا، فاز في 25 وتعادل في 1 وخسر في 2. فاز بالضربة القاضية في 11 نزالا.

## روابط خارجية
- ساتوشي إيدا على موقع بوكس ريك (الإنجليزية) (registration required)